# Musicians Institute
Musicians Institute (MI) — музыкальный институт в Голливуде, США. Основан в 1977 году.

## История
В 1977 году музыкальный бизнесмен Пэт Хикс открыл Guitar Institute of Technology, курс обучения для которого был разработан легендарным гитаристом-учителем Ховардом Робертсом. Вскоре к ним присоединился институт для бас-гитар и перкуссии. Этот момент и считается днем рождения Музыкального Института.

## Институты
- Bass Institute of Technology — инновационное образование для современных электро-басистов
- Guitar Institute of Technology — музыкальное образование для электрогитаристов
- Keyboard Institute of Technology — музыкальноe образование для клавишников
- Percussion Institute of technology — музыкальное образование для барабанщиков
- Vocal Institute of Technology — современное вокальное образование
- Recording Institute of Technology — профессиональный рекординг
- Film Institute of Technology — управление, производство, кинематография и монтаж
- Guitar Craft Academy — дизайн, конструирование и обслуживание гитар и бас-гитар

## Принципы обучения
- Performance-Based Education — практичное, интерактивное преподавание в классах, на сцене и в студии
- Intensive Learning — быстро идущее, прикладное расписание направлено на суть каждого предмета
- Style and Creativity — атмосфера, побуждающая развитие и выражение индивидуальных качеств
- Professional Development — профессиональные инструкторы готовят студентов к реалиям высококонкурентной карьеры

Расположение в центре Голливуда, сердце профессиональной развлекательной индустрии, дает студентам возможность увидеть, услышать и пообщаться с профессионалами музыкального бизнеса и известными музыкантами на концертах, мастер-классах, семинарах, консультациях и частных уроках.

## Программы
- bachelor of music in performance (современный стиль) - 3 года
- associate of arts in performance - 1,5 года
- music industry certificate - 0,5 года
- performance certificate - 1 год
- encore program - 2 месяца

Обучение делится на четверти.